# شهرویی علیا
شهرویی علیا، روستایی در دهستان خانمیرزا بخش مرکزی شهرستان خانمیرزا در استان چهارمحال و بختیاری ایران است.

## جمعیت
بر پایه سرشماری عمومی نفوس و مسکن در سال ۱۳۹۵، جمعیت این روستا برابر با ۵۷ نفر (۱۴ خانوار) بوده‌است.